# Coupe du monde de ski de fond 1987-1988
Navigation
Édition précédente Édition suivante
La 7e édition de la Coupe du monde de ski de fond s'est déroulée du 13 décembre 1987 au 27 mars 1988. Le Suédois Gunde Svan remporte le classement général chez les hommes pendant que la Finlandaise Marjo Matikainen remporte la Coupe du monde.

## Classements

### Classements généraux
| Rang | Nom                     | Points |
| ---- | ----------------------- | ------ |
| 1    | Gunde Svan              | 109    |
| 2    | Torgny Mogren           | 100    |
| 3    | Pål Gunnar Mikkelsplass | 99     |
| 4    | Holger Bauroth          | 81     |
| 5    | Vladimir Smirnov        | 71     |
| 6    | Pierre Harvey           | 67     |
| 7    | Vegard Ulvang           | 64     |
| 8    | Jan Ottosson            | 58     |
| 9    | Alexei Prokourorov      | 57     |
| 10   | Kari Ristanen           | 50     |

| Rang | Nom                        | Points |
| ---- | -------------------------- | ------ |
| 1    | Marjo Matikainen           | 107    |
| 2    | Marie-Helene Östlund       | 92     |
| 3    | Marja-Liisa Kirvesniemi    | 82     |
| 4    | Tamara Tikhonova           | 81     |
| 5    | Vida Vencienė              | 78     |
| 6    | Raisa Smetanina            | 65     |
| 7    | Marianne Dahlmo            | 62     |
| 8    | Simone Greiner-Petter-Memm | 59     |
| 9    | Inger Helene Nybråten      | 54     |
| 10   | Pirkko Määttä              | 52     |

## Calendrier et podiums

### Hommes
| Étape                                                   | Lieu          | Épreuve         | Date             | Vainqueur               | Deuxième                | Troisième               |
| ------------------------------------------------------- | ------------- | --------------- | ---------------- | ----------------------- | ----------------------- | ----------------------- |
| 1                                                       | La Clusaz     | 15 km Libre     | 10 décembre 1987 | Torgny Mogren           | Gunde Svan              | Pål Gunnar Mikkelsplass |
| 2                                                       | Castelrotto   | 30 km Libre     | 15 décembre 1987 | Torgny Mogren           | Gunde Svan              | Pierre Harvey           |
| 3                                                       | Davos         | 15 km Classique | 19 décembre 1987 | Gunde Svan              | Pål Gunnar Mikkelsplass | Jan Ottosson            |
| 4                                                       | Kavgolovo     | 30 km Classique | 9 janvier 1988   | Vladimir Smirnov        | Alexei Prokourorov      | Christer Majbäck        |
| 5                                                       | Štrbské Pleso | 15 km Libre     | 15 janvier 1988  | Torgny Mogren           | Holger Bauroth          | Giachem Guidon          |
| Jeux olympiques d'hiver de 1988 (13 au 28 février 1988) |               |                 |                  |                         |                         |                         |
| 6                                                       | Falun         | 30 km Libre     | 12 mars 1988     | Pierre Harvey           | Holger Bauroth          | Kari Ristanen           |
| 7                                                       | Oslo          | 50 km Libre     | 19 mars 1988     | Pierre Harvey           | Silvano Barco           | Maurilio De Zolt        |
| 8                                                       | Rovaniemi     | 50 km Classique | 27 mars 1988     | Pål Gunnar Mikkelsplass | Oddvar Brå              | Harri Kirvesniemi       |

### Femmes
| Étape                                                   | Lieu          | Épreuve         | Date             | Vainqueur                  | Deuxième                | Troisième                  |
| ------------------------------------------------------- | ------------- | --------------- | ---------------- | -------------------------- | ----------------------- | -------------------------- |
| 1                                                       | La Clusaz     | 5 km Libre      | 13 décembre 1987 | Marianne Dahlmo            | Jaana Savolainen        | Simone Greiner-Petter-Memm |
| 2                                                       | Bohinj        | 10 km Libre     | 16 décembre 1987 | Tamara Tikhonova           | Anfisa Reztsova         | Antonina Ordina            |
| 3                                                       | Reit im Winkl | 5 km Libre      | 19 décembre 1987 | Marja-Liisa Kirvesniemi    | Raisa Smetanina         | Marie-Helene Östlund       |
| 4                                                       | Kavgolovo     | 10 km Classique | 9 janvier 1988   | Inger Helene Nybråten      | Vida Vencienė           | Antonina Ordina            |
| 5                                                       | Dobbiaco      | 20 km Libre     | 15 janvier 1988  | Simone Greiner-Petter-Memm | Anna-Lena Fritzon       | Marie-Helene Östlund       |
| Jeux olympiques d'hiver de 1988 (13 au 28 février 1988) |               |                 |                  |                            |                         |                            |
| 6                                                       | Oslo          | 30 km Classique | 17 mars 1988     | Marjo Matikainen           | Marja-Liisa Kirvesniemi | Marit Mikkelsplass         |
| 7                                                       | Rovaniemi     | 10 km Libre     | 27 mars 1988     | Marie-Helene Östlund       | Magdalena Forsberg      | Svetlana Nagueïkina        |